# Albert Deborgies
Albert Deborgies (* 6. Juli 1902 in Tourcoing; † 6. Juni 1984 in Charleville-Mézières) war ein französischer Wasserballspieler.
Delberghe nahm zusammen mit Paul Dujardin, Georges Rigal, Noël Delberghe, Henri Padou senior, Robert Desmettre und Albert Mayaud am olympischen Wasserballturnier 1924 in Paris teil, bei dem er die Goldmedaille gewann. Im Finale gegen Belgien, welches 3:0 gewonnen wurde, warf er wie in den anderen Spielen davor auch, kein Tor.